# Kuchnia Maghrebu

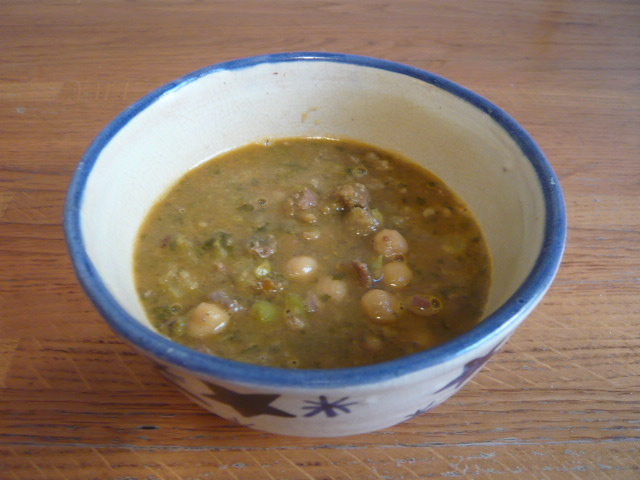
Zupa harira

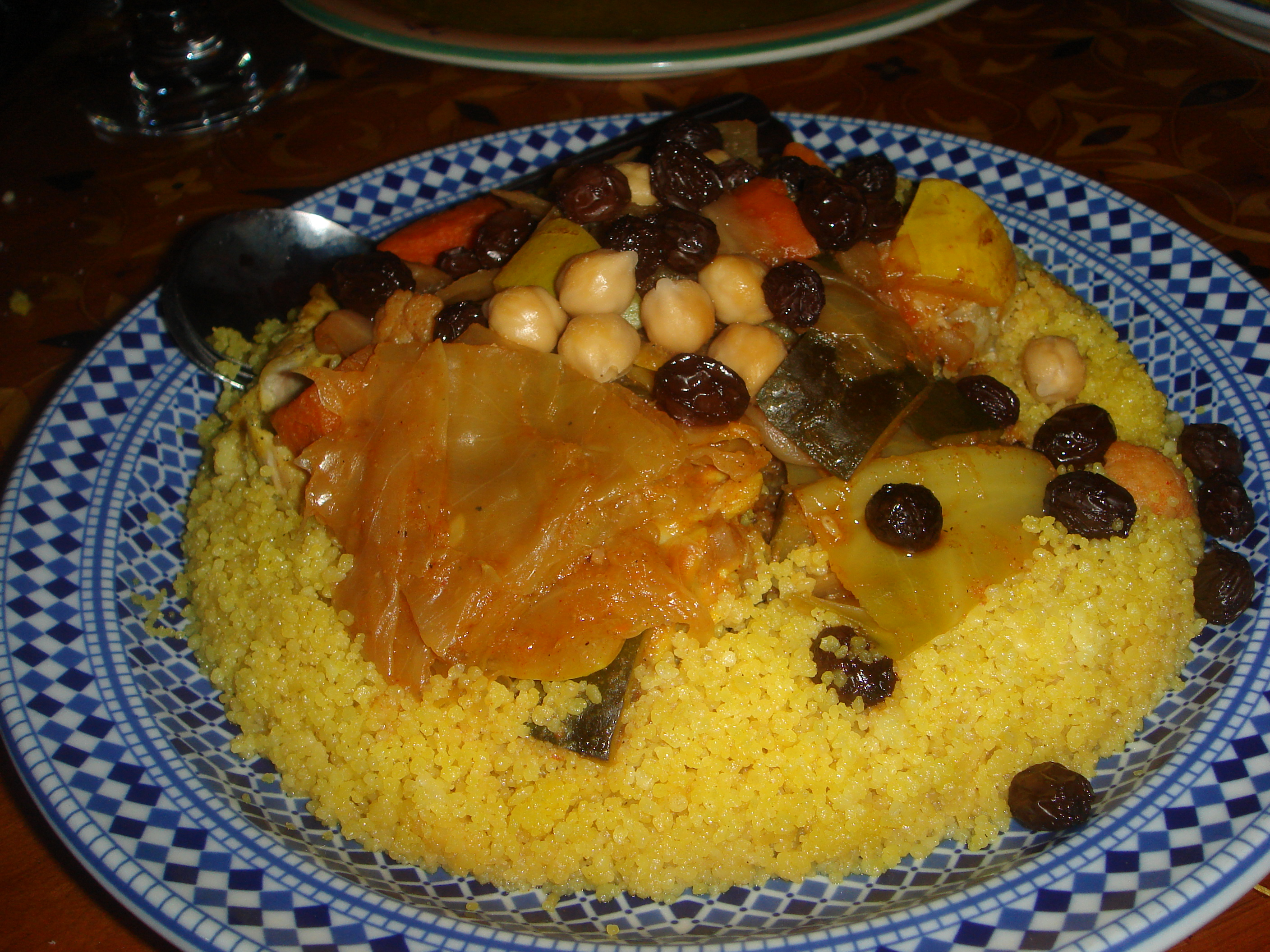
Baranina z kuskusem

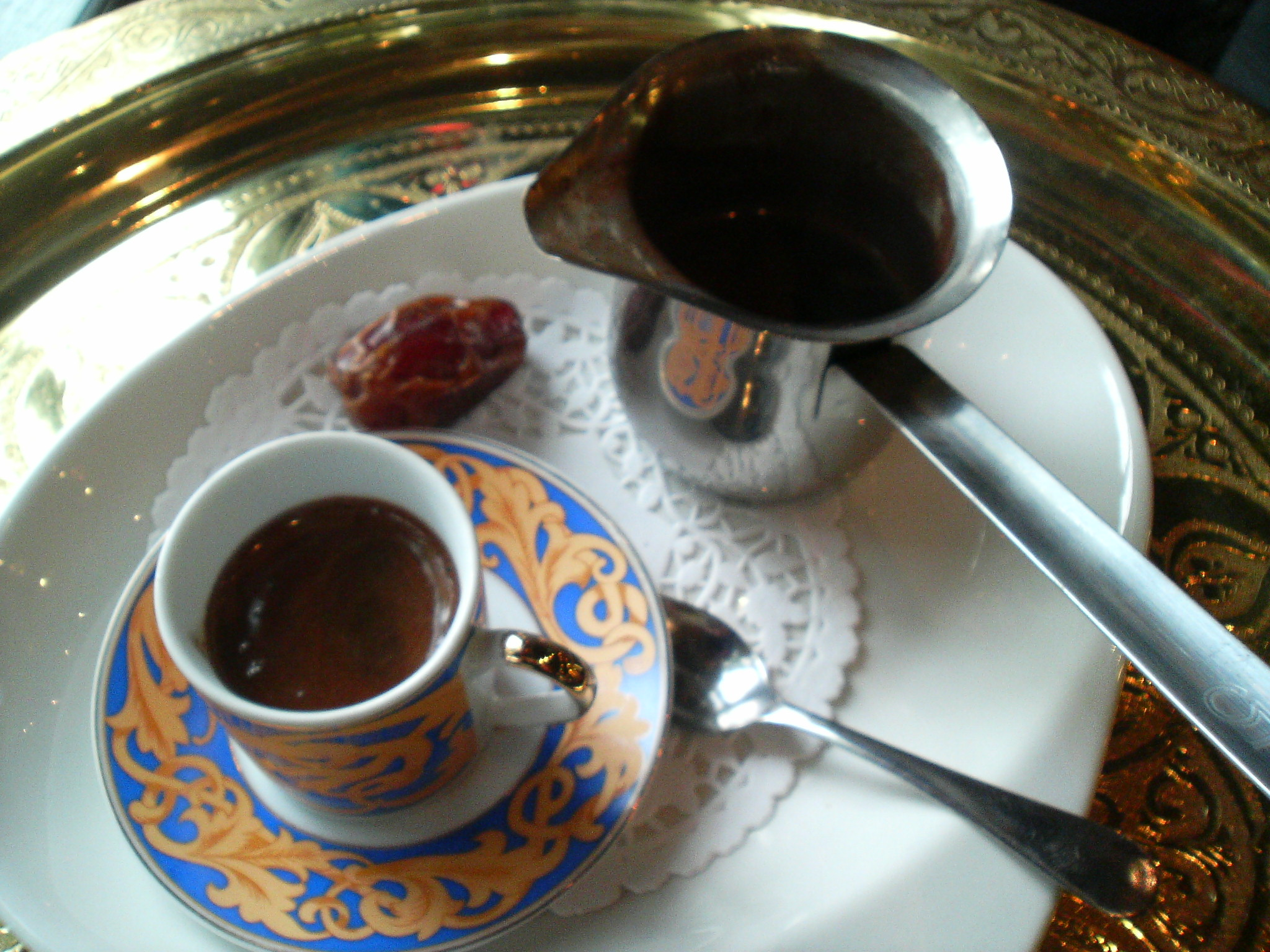
Tradycyjna kawa podana z daktylem

Kuchnia Maghrebu – regionalna kuchnia północnej Afryki – krajów Maghrebu, czyli przede wszystkim Maroka, Algierii i Tunezji. Kuchnia tego rejonu świata ukształtowana została w oparciu o lokalne warunki geograficzne, pod wpływem Berberów, Beduinów, Francuzów, a także dominującą tu przez wieki kulturę islamu.
Góry Atlas dzielą cały Maghreb na dwie zasadniczo różne części:
- północną, nad Morzem Śródziemnym, o żyznych glebach i wielowiekowych tradycjach rolniczych,
- południową, pozbawioną wody, w większości pustynną.

W północnej części dominują dania oparte na rybach i owocach morza (te drugie popularne są zwłaszcza w Tunezji) z dodatkiem warzyw. Jada się tu też dużo mięsa wszelkich gatunków, z wyjątkiem wieprzowiny, zakazanej przez ograniczenia religijne i tabu pokarmowe islamu. Szczególnie lubiana jest cielęcina i jagnięcina, a także drób. Na południu, w górach dominują natomiast rośliny strączkowe, a także mięso jagnięce i baranina, jak również dziczyzna.
W całej kuchni Maghrebu obficie stosuje się przyprawy, zarówno miejscowe, jak i importowane z basenu Oceanu Indyjskiego, gdzie kupcy arabscy byli od dawna obecni. Popularne są zwłaszcza: szafran, pieprz (biały i czarny), chili, kminek, kumin, imbir, mielona papryka (tak słodka, jak i ostra), cynamon, gałka muszkatołowa, kardamon, anyż oraz goździki. Przyprawy uzupełniają zioła, takie jak: świeża lub suszona mięta, liście i nasiona kolendry, pietruszka, bazylia, liście laurowe, tymianek, czosnek, cebula, a także koper włoski. Na bazie papryczek przygotowuje się bardzo ostry sos przyprawowy – harissę. Lokalnym specyfikiem są kiszone cytryny. Jako dodatek stosuje się także wodę pomarańczową oraz różaną. Mięso, drób i ryby podaje się z czterema zasadniczymi sosami, które mogą mieć dodatkowe, miejscowe warianty:
- m quali (żółty sos na bazie oliwy, szafranu i imbiru),
- k dra (gęsty, żółty sos z masła, cebulki, pieprzu i szafranu),
- m hammer (czerwony sos na bazie masła, słodkiej, mielonej papryki i kminku),
- m szermel (kombinacja wyżej wymienionych).

Jako jeden z podstawowych dodatków do mięsa jadany jest kuskus. Popularny jest też rodzaj bardzo cienkich plasterków ciasta – ouarka, które napełnia się rozmaitymi farszami i przesmaża w oliwie. W Algierii jada się bułki zbliżone do bagietek (baguette), a w Maroku chleby khobz. Jedzona jest także zupa z ciecierzycy, soczewicy i fasoli, mocno zaprawiana harissą (w Algierii i Maroku nazywana harira, a w Tunezji lablabi).
Na deser spożywa się lokalne ciasta, takie jak np. bastela, baklawa, ciasteczka daktylowe lub migdałowe z miodem czy nadziewane daktyle. Popija się je kawą, parzoną w specjalnych tygielkach. Z alkoholi w Tunezji i Algierii pije się thibarine (likier daktylowo-ziołowy) lub boukhę (destylat figowy).